# Lathrecista
Lathrecista is een geslacht van libellen (Odonata) uit de familie van de korenbouten (Libellulidae).

## Soorten
Lathrecista omvat 1 soort:
- Lathrecista asiatica (Fabricius, 1798)